# Vörös királynő hipotézis
A Vörös királynő (Red Queen) egy hipotézis az evolúcióbiológiában. Lewis Carroll: Alice Tükörországban című meséjére vezethető vissza az elnevezés. A mesében Alice a Vörös Királynő birodalmába érkezve azt vette észre, hogy minden lakójának rohannia kellett, csak hogy egy helyben maradhasson.

## Leírás
Evolúcióbiológusok Vörös királynő hipotézis analógiáját alkalmazták a gazda-parazita fegyverkezési versenyt magyarázó elméletben, amely szerint a paraziták alapvető hatással voltak és vannak a szexualitás kialakulására és fenntartására. Ezeknek ugyanis sikerességük érdekében állandóan alkalmazkodni kell gazdájuk mint legszűkebb környezetük ökológiájához és megújuló védekezőrendszeréhez. Így a paraziták jelenthetik a gyorsan változó környezetet (egy gazdageneráció alatt általában sokkal több parazita-generáció nő fel) gazdáik számára, és megfelelő szelekciós nyomást biztosíthatnak egy olyan hatékony ellenszer kifejlesztéséhez, mint a szexuális rekombináció, mely állandó változásokkal (futás) lehetővé teszi a megfelelő védekezést és túlélést (egy helyben maradás).

## Öregedési folyamatra magyarázat
Vörös királynő hipotézisre hivatkozik néhány szerző az öregedés célszerűségének igazolására. A lényege hogy az öregedés elősegíti a természetes kiválasztódást. A gyorsabban cserélődő generációk jobban tudnak alkalmazkodni, különösen a kórokozók, ragadozók és élelemforrások tekintetében.

## Külső hivatkozások
- Bizonyították a Vörös királynő hipotézist az evolúcióban (NOL, 2010. február 28.)